# William Wharton
Albert Du Aime, plus connu sous le pseudonyme de William Wharton, né le 7 novembre 1925 à Philadelphie et mort le 29 octobre 2008 à Encinitas, est un écrivain et peintre américain.

## Biographie
William Wharton est né aux États-Unis, à Philadelphie. Il avait des origines Françaises, et il parlait très bien le français en seconde langue. 
Après la Seconde Guerre mondiale, il s'établit en France et vit pendant plusieurs années sur un tanker entièrement restauré par ses soins sur la Seine en aval de Paris. Cette partie de sa vie est racontée dans son livre de mémoires Houseboat on the Seine publié en 1996.

## L'œuvre
A Midnight Clear est un roman dont l'action se passe à la fin de la Seconde Guerre mondiale autour de Noël et de la rencontre entre des soldats américains et allemands.
Scumbler est une « road story » dont l'action se déplace de France en Espagne.
Pride se base sur la jeunesse de Albert du Aime.
Franky Furbo est un conte pour enfants illustré par Albert du Aime lui-même.
Tidings est un roman dont l'action se déroule dans la campagne française autour d'un couple d'Américains qui essaie de se retrouver après un adultère.
Last Lovers est un roman d'amour entre une vieille femme française aveugle et un peintre américain. L'action se situe à Paris dans le quartier Montmartre.
Wrongful Deaths est un récit basé sur des faits réels à la suite du décès d'une de ses filles et de sa famille lors d'un accident de voiture sur une autoroute dû à l'incendie volontaire des champs de blé après la récolte. Ce récit raconte le procès qui a suivi et le combat d'Albert du Aime pour faire interdire ces pratiques. Ce récit a également été publié sous le nom Ever After : a true story.

## Adaptations au cinéma
Le premier roman de William Wharton (en partie basé sur son expérience personnelle), Birdy (1978), a été porté à l'écran en 1984 par Alan Parker qui déplace l'action de la Seconde Guerre mondiale à la guerre du Viêt Nam. Les acteurs principaux du film Birdy sont Matthew Modine dans le rôle-titre et Nicolas Cage. Son second roman, Dad, a également fait l'objet d'une adaptation au cinéma avec Jack Lemmon dans le rôle principal. Seuls ces deux premiers romans ont été traduits en français par son fils Matthew Du Aime.

## Œuvre
- 1978 : Birdy
- 1981 : Dad
- 1982 : A Midnight Clear
- 1984 : Scumbler
- 1985 : Pride
- 1987 : Tidings
- 1989 : Franky Furbo
- 1991 : Last Lovers
- 1994 : Wrongful Deaths
- 1996 : Houseboat on Seine